# Saarlandpokal 2018/19
Der Saarlandpokal 2018/19 (offiziell: Sparkassenpokal Saar) war die 45. Austragung des saarländischen Verbandspokales im Männerfußball. Der Pokalsieger 1. FC Saarbrücken qualifizierte sich für den DFB-Pokal 2019/20.

## Teilnehmende Mannschaften
In drei Runden qualifizierten sich insgesamt 61 Mannschaften aus den vier Kreisen des Saarländischen Fußballverbandes – Nordsaar (15), Ostsaar (14), Südsaar (14) und Westsaar (18 Vereine) – für die 4. Runde des Saarlandpokals. Automatisch qualifiziert waren die drei Regionalligisten (SV Elversberg, FC 08 Homburg, 1. FC Saarbrücken).

## Spielplan

### Vierte Hauptrunde
Die Spiele der vierten Hauptrunde fanden am 25. und 26. September 2018 statt.
| Datum                 |                                      | Ergebnis              |                             |
| --------------------- | ------------------------------------ | --------------------- | --------------------------- |
| 25.09.2018, 19:00 Uhr | FC Hertha Wiesbach                   | 0:4                   | 1. FC Saarbrücken           |
| 25.09.2018, 19:00 Uhr | Sportfreunde Köllerbach              | 0:5                   | SV Elversberg               |
| 25.09.2018, 19:00 Uhr | SV Bliesmengen-Bolchen               | 2:3                   | SV Saar 05 Saarbrücken      |
| 25.09.2018, 19:15 Uhr | FSV Hilbringen                       | 0:4                   | SpVgg Quierschied           |
| 26.09.2018, 19:00 Uhr | SF Bachem-Rimlingen                  | 2:0                   | FV 09 Bischmisheim          |
| 26.09.2018, 19:00 Uhr | SV Wahlen-Niederlosheim              | 0:4                   | FSV Viktoria Jägersburg     |
| 26.09.2018, 19:00 Uhr | SV Humes                             | 1:4                   | 1. FC Riegelsberg           |
| 26.09.2018, 19:00 Uhr | SG Lebach-Landsweiler                | 8:1                   | FC Brotdorf                 |
| 26.09.2018, 19:00 Uhr | Rot-Weiß Hasborn-Dautweiler          | 3:3 n. V. (2:4 i. E.) | FC Noswendel Wadern         |
| 26.09.2018, 19:00 Uhr | SG Thalexweiler/Aschbach             | 4:2 n. V.             | FC Palatia Limbach          |
| 26.09.2018, 19:00 Uhr | SG Ballweiler-Wecklingen-Wolfersheim | 1:1 n. V. (5:4 i. E.) | SC Halberg Brebach          |
| 26.09.2018, 19:00 Uhr | SV Rohrbach                          | 0:2                   | SV Auersmacher              |
| 26.09.2018, 19:00 Uhr | SV Habach                            | 0:3                   | Borussia Neunkirchen        |
| 26.09.2018, 19:00 Uhr | FV Schwalbach                        | 0:6                   | FC 08 Homburg               |
| 26.09.2018, 19:00 Uhr | SC Reisbach                          | 1:0                   | SG Marpingen-Urexweiler     |
| 26.09.2018, 19:00 Uhr | FV Biesingen                         | 5:0                   | FC Viktoria St. Ingbert     |
| 26.09.2018, 19:00 Uhr | SVG Altenwald                        | 1:2 n. V.             | SV Mettlach                 |
| 26.09.2018, 19:00 Uhr | FV Eppelborn                         | 0:3                   | SV Röchling Völklingen      |
| 26.09.2018, 19:00 Uhr | FSG Bous                             | 5:2                   | SG Bostalsee                |
| 26.09.2018, 19:00 Uhr | FV Siersburg                         | 3:1                   | SV Ritterstraße             |
| 26.09.2018, 19:00 Uhr | Preußen Merchweiler                  | 2:0                   | FC Freisen                  |
| 26.09.2018, 19:00 Uhr | SV Geislautern                       | 3:3 n. V. (1:3 i. E.) | SV Britten-Hausbach         |
| 26.09.2018, 19:00 Uhr | SV Holz-Wahlschied                   | 2:1                   | SV Schwarzenbach            |
| 26.09.2018, 19:00 Uhr | SV Altstadt                          | 2:1                   | SC Blieskastel-Lautzkirchen |
| 26.09.2018, 19:00 Uhr | SV Bardenbach                        | 3:5 n. V.             | VfB Theley                  |
| 26.09.2018, 19:00 Uhr | SC Roden                             | 2:0                   | FC Türkiyem Sulzbach        |
| 26.09.2018, 19:00 Uhr | SG Neunkirchen/Nahe-Selbach          | 4:5 n. V.             | VfL Primstal                |
| 26.09.2018, 19:00 Uhr | SSV Eintracht Überherrn              | 3:2                   | SF Rehlingen-Fremersdorf    |
| 26.09.2018, 19:00 Uhr | SV Walpershofen                      | 5:3                   | FSG Ottweiler/Steinbach     |
| 26.09.2018, 19:00 Uhr | TuS Lappentascherhof                 | 0:3                   | SV Lockweiler-Krettnich     |
| 26.09.2018, 19:00 Uhr | TuS Herrensohr                       | 2:1                   | FV 07 Diefflen              |
| 26.09.2018, 19:15 Uhr | SG Erbach                            | 4:1                   | SG Körprich-Bilsdorf        |

### Fünfte Hauptrunde
Die Spiele der fünften Hauptrunde fanden zwischen dem 10. und 17. Oktober 2018 statt.
| Datum                 |                                      | Ergebnis              |                         |
| --------------------- | ------------------------------------ | --------------------- | ----------------------- |
| 10.10.2018, 18:30 Uhr | FC Noswendel Wadern                  | 0:11                  | SV Elversberg           |
| 16.10.2018, 19:00 Uhr | VfL Primstal                         | 1:3                   | 1. FC Saarbrücken       |
| 16.10.2018, 19:00 Uhr | FV Biesingen                         | 3:2                   | SC Reisbach             |
| 16.10.2018, 19:00 Uhr | TuS Herrensohr                       | 1:7                   | FC 08 Homburg           |
| 17.10.2018, 19:00 Uhr | SV Holz-Wahlschied                   | 2:4                   | SG Lebach-Landsweiler   |
| 17.10.2018, 19:00 Uhr | SV Altstadt                          | 3:1                   | SF Bachem-Rimlingen     |
| 17.10.2018, 19:00 Uhr | SpVgg Quierschied                    | 0:3                   | Borussia Neunkirchen    |
| 17.10.2018, 19:00 Uhr | SV Walpershofen                      | 1:3                   | SV Saar 05 Saarbrücken  |
| 17.10.2018, 19:00 Uhr | VfB Theley                           | 0:2                   | SV Röchling Völklingen  |
| 17.10.2018, 19:00 Uhr | SC Roden                             | 4:3                   | SV Lockweiler-Krettnich |
| 17.10.2018, 19:00 Uhr | SG Thalexweiler/Aschbach             | 2:3                   | SV Auersmacher          |
| 17.10.2018, 19:00 Uhr | SG Ballweiler-Wecklingen-Wolfersheim | 1:4                   | FSV Viktoria Jägersburg |
| 17.10.2018, 19:00 Uhr | Preußen Merchweiler                  | 5:2                   | SSV Eintracht Überherrn |
| 17.10.2018, 19:00 Uhr | SV Britten-Hausbach                  | 3:3 n. V. (4:3 i. E.) | FV Siersburg            |
| 17.10.2018, 19:00 Uhr | 1. FC Riegelsberg                    | 2:4                   | SV Mettlach             |
| 17.10.2018, 19:00 Uhr | SG Erbach                            | 0:1                   | FSG Bous                |

### Achtelfinale
Die Spiele des Achtelfinales fanden zwischen dem 14. und 28. November 2018 statt.
| Datum                 |                       | Ergebnis  |                         |
| --------------------- | --------------------- | --------- | ----------------------- |
| 14.11.2018, 19:00 Uhr | SC Roden              | 0:5       | SV Elversberg           |
| 14.11.2018, 19:00 Uhr | SG Lebach-Landsweiler | 3:5       | FSV Viktoria Jägersburg |
| 14.11.2018, 19:00 Uhr | SV Altstadt           | 2:1       | SV Britten-Hausbach     |
| 14.11.2018, 19:00 Uhr | SV Mettlach           | 1:3       | SV Röchling Völklingen  |
| 14.11.2018, 19:00 Uhr | Preußen Merchweiler   | 1:6       | Borussia Neunkirchen    |
| 15.11.2018, 19:00 Uhr | FV Biesingen          | 1:4 n. V. | FSG Bous                |
| 17.11.2018, 14:15 Uhr | 1. FC Saarbrücken     | 2:1 n. V. | FC 08 Homburg           |
| 28.11.2018, 19:00 Uhr | SV Auersmacher        | 2:3       | SV Saar 05 Saarbrücken  |

### Viertelfinale
Die Spiele des Viertelfinales fanden zwischen dem 26. März und dem 3. April 2019 statt. 
| Datum                 |                         | Ergebnis |                        |
| --------------------- | ----------------------- | -------- | ---------------------- |
| 26.03.2018, 19:00 Uhr | SV Röchling Völklingen  | 0:2      | 1. FC Saarbrücken      |
| 03.04.2018, 19:00 Uhr | FSG Bous                | 0:3      | SV Saar 05 Saarbrücken |
| 03.04.2018, 19:00 Uhr | SV Altstadt             | 2:3      | Borussia Neunkirchen   |
| 03.04.2018, 19:00 Uhr | FSV Viktoria Jägersburg | 0:7      | SV Elversberg          |

### Halbfinale
Die Spiele des Halbfinales fanden am 30. April und 1. Mai 2019 statt. 
| Datum                 |                        | Ergebnis |                   |
| --------------------- | ---------------------- | -------- | ----------------- |
| 30.04.2019, 18:00 Uhr | SV Saar 05 Saarbrücken | 1:3      | 1. FC Saarbrücken |
| 01.05.2019, 15:00 Uhr | Borussia Neunkirchen   | 0:6      | SV Elversberg     |

## Finale
Das Endspiel um den Saarlandpokal fand am 25. Mai 2019 im Rahmen des „Finaltages der Amateure“ in der Ursapharm-Arena an der Kaiserlinde in Spiesen-Elversberg statt.
| SV Elversberg                                                   | SV Elversberg | 1. FC Saarbrücken | 1. FC Saarbrücken |
| --------------------------------------------------------------- | --- | --- | ----------------- |
| SV Elversberg                                                   | \| 25.05.2019 um 16:15 Uhr in Spiesen-Elversberg (Ursapharm-Arena) \| \| Ergebnis: 1:2 (1:2) \| \| Zuschauer: 6.213 \| \| Schiedsrichter: Timo Klein \| \| Spielbericht \|                                                                                      | \| 25.05.2019 um 16:15 Uhr in Spiesen-Elversberg (Ursapharm-Arena) \| \| Ergebnis: 1:2 (1:2) \| \| Zuschauer: 6.213 \| \| Schiedsrichter: Timo Klein \| \| Spielbericht \|                                                                                        | 1. FC Saarbrücken |
| SV Elversberg                                                   | Frank Lehmann – Lukas Kohler (89. Kevin Lahn), Mike Egsleder, Leandro Grech , Nils Winter – Benno Mohr (64. Julius Perstaller), Sinan Tekerci, Israel Suero Fernández, Patryk Dragon (75. Gaëtan Krebs), Luca Dürholtz – Kevin Koffi Cheftrainer: Horst Steffen | Ricco Cymer – Mario Müller, Steven Zellner, Marco Kehl-Gómez, Nino Miotke – Fanol Përdedaj, Manuel Zeitz, Marco Holz – Fabian Eisele (69. Alexandre Mendy), Sebastian Jacob (78. Markus Mendler), Tobias Jänicke (82. Sascha Wenninger) Cheftrainer: Dirk Lottner | 1. FC Saarbrücken |
| SV Elversberg                                                   | 1:1 Suero Fernández (14.) | 0:1 Zeitz (10.) 1:2 Jacob (40.) | 1. FC Saarbrücken |
| SV Elversberg                                                   | Miotke (61.) | | 1. FC Saarbrücken |
| SV Elversberg                                                   | Egsleder (90.+3') | Kehl-Gómez (65.) | 1. FC Saarbrücken |
| 25.05.2019 um 16:15 Uhr in Spiesen-Elversberg (Ursapharm-Arena) | | |                   |
| Ergebnis: 1:2 (1:2)                                             | | |                   |
| Zuschauer: 6.213                                                | | |                   |
| Schiedsrichter: Timo Klein                                      | | |                   |
| Spielbericht                                                    | | |                   |